# Réacteur nucléaire naturel d'Oklo

Localisation du Gabon.

Structure géologique du site.
1. Zones des réacteurs nucléaires.
2. Grès.
3. Couche de minerai d’uranium.
4. Granite.

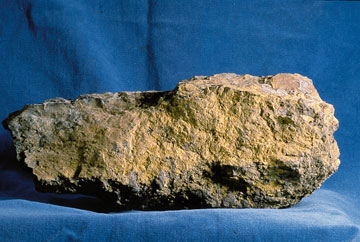
Minerai d’uranium.

Les réacteurs nucléaires naturels d’Oklo sont des  réacteurs nucléaires naturels qui ont fonctionné il y a environ deux milliards d'années. On a retrouvé dans la mine d'uranium d'Oklo, près de la ville de Franceville dans la province de Haut-Ogooué au Gabon, les résidus fossiles de ces réacteurs nucléaires naturels, où des réactions de fission nucléaire en chaîne auto-entretenues ont eu lieu, bien avant l'apparition de l'être humain,,.
En août 1945, Paul Kuroda, spécialiste de la chimie nucléaire, professeur à l'université de Tokyo est envoyé pour examiner les ruines d'Hiroshima. En avril 1956, après avoir immigré aux États-Unis en 1949, Kuroda s'est rendu à la réunion annuelle de printemps de l'Union américaine de géophysique (AGU) pour suggérer que des réacteurs de fission nucléaire naturels et autonomes ont fonctionné spontanément sur Terre il y a environ deux milliards d'années (2 Ga). L'hypothèse est confirmée en 1972 par un groupe de scientifiques travaillant pour le Commissariat à l'énergie atomique (CEA).
En 1972, le CEA découvre à l'usine d'enrichissement militaire de Pierrelatte les traces de ce phénomène dans de l'uranium provenant de la mine d'uranium d’Oklo exploitée par la Compagnie des mines d'uranium de Franceville (Comuf). Il s'agit des seuls réacteurs nucléaires naturels connus au monde à ce jour. Ils étaient de très faible puissance, comparativement aux réacteurs nucléaires fabriqués par l'être humain, mais ont suscité un grand intérêt parmi les scientifiques du CEA.

## Histoire
Le Gabon était une colonie française lorsque les premières analyses du sous-sol ont été effectuées par le Commissariat à l'énergie atomique (CEA) à partir de la base MABA à Franceville, plus précisément par son bras industriel qui devint plus tard la Cogema, conduisant en 1956 à la découverte de gisements d'uranium dans cette région.
La France ouvrit presque immédiatement des mines, gérées par la Compagnie des mines d'uranium de Franceville (COMUF), pour exploiter les ressources, près du village de Mounana.
Les minerais d’uranium sont souvent peu concentrés avec des teneurs en uranium inférieures à 1 %. Pour éviter le transport inutile de tonnages importants sur de longues distances, des opérations de purification et de concentration s’effectuent à proximité immédiate des sites miniers. Après purification, l'uranium est précipité pour conduire à un concentré solide appelé yellowcake qui est ensuite transféré dans un four à 800 °C, on obtient une poudre grise contenant 85 % d'uranium. Il est mis en fût avant d'être expédié vers une usine de conversion, l'usine Orano Malvési pour la France. Sa radioactivité est faible, inférieure à celle du minerai qui contenait, outre l'uranium, des produits de désintégration de ce dernier, comme le radium. L'usine Orano Malvési dans le département de l'Aude est chargée de la première phase de conversion consistant à purifier le yellowcake en tétrafluorure d'uranium (UF4). La seconde étape, permettant d'achever sa transformation en hexafluorure d’uranium (UF6), est réalisée sur le site nucléaire du Tricastin dans la Drôme.
Le « phénomène Oklo » est découvert en 1972 par le laboratoire de l'usine d'enrichissement militaire de Pierrelatte, en France. Francis Perrin né en 1901, ancien Haut-Commissaire du CEA de 1951 à 1971 n'a pas participé aux recherches sur le phénomène d'Oklo, En effet, membre de l'Académie des sciences, le 25 septembre 1972, il a seulement présenté devant cette instance deux comptes rendus : le premier « Sur l'existence d'anomalies isotopiques rencontrées dans l'uranium du Gabon », le second « Sur l'existence dans un passé reculé d'une réaction en chaîne naturelle de fissions, dans le gisement d'uranium d'Oklo (Gabon) ».
Des analyses de routine sur un échantillon d'uranium naturel mirent en évidence un déficit léger mais anormal en uranium 235 (235U). La proportion normale de 235U est de 0,7202 %, alors que cet échantillon ne présentait que 0,7171 %. Comme les quantités d’isotopes fissiles sont cataloguées précisément, cette différence devait être expliquée ; aussi, une enquête fut lancée par le CEA. sur des échantillons provenant de toutes les mines exploitées en France, au Gabon et au Niger par le CEA et à toutes les étapes de la transformation du minerai et purification de l’uranium.
Pour les analyses de teneur en uranium et de teneur en 235U, la direction des productions du CEA s’appuie sur le laboratoire d'analyse de l'usine de Pierrelatte et sur le laboratoire central d'analyse et de contrôle du CEA implanté au centre CEA de Cadarache, dirigé par Michèle Neuilly où Jean François Dozol est chargé des analyses par spectrométrie de masse.
Les analyses effectuées à Pierrelatte et Cadarache montrent que les yellowcakes en provenance du Gabon présentent un déficit variable mais constant en 235U. Le 7 juillet 1972, des chercheurs du CEA Cadarache découvrent une anomalie dans le minerai d'uranium provenant d'Oklo au Gabon. Sa teneur en 235U est très inférieure à celle habituellement observée. Les analyses isotopiques ont permis de trouver l’origine de l’appauvrissement en 235U : l’uranium appauvri provient du minerai d’Oklo, exploité par la COMUF. Une campagne d’analyses systématiques a été alors effectuée dans les laboratoires de Cadarache et de Pierrelatte (mesures de la teneur en uranium, mesures de la teneur isotopique). C'est ainsi que, sur des échantillons d'Oklo, les analystes de Cadarache constatent un déficit en 235U pour le yellowcake de l’usine de Mounana (235U = 0,625 %) et un déficit encore plus important pour un yellowcake (Oklo M) (235U = 0,440 %) : les minerais d’Oklo 310 et 311 ont respectivement une teneur en uranium de 12 et 46 % ont et une teneur en 235U de 0,592 et 0,625 %.
Dans ce contexte, J. F. Dozol prend l’initiative d’analyser sur le spectromètre de masse à source à étincelles AEI MS 702 (SMSE) les échantillons de yellowcake et de minerai provenant d'Oklo.
L'intérêt du SMSE est sa capacité à produire des quantités substantielles d'ions à partir de tous les éléments présents dans les électrodes. Les électrodes, entre lesquelles une étincelle est générée, doivent être conductrices, (pour cela les échantillons d'Oklo ont été mélangés avec de l'argent de haute pureté). On obtient sur une plaque photo l’ensemble des isotopes allant du lithium à l'uranium compris dans l'échantillon (voir photo de la plaque ci-dessous). Lors de l'examen la plaque, J. F. Dozol constate en particulier pour le minerai d'Oklo 311 à très forte teneur en uranium :
- des éléments présents en quantité importante vers les masses 85-105 et 130-150 qui correspondent aux deux bosses des rendements de fission de 235U. (La distribution en masse des produits de fission suit une courbe « en bosses de chameau », elle possède deux maximums) ;
- les derniers lanthanides (holmium au lutécium) ne sont pas détectés (au-delà de la masse 166). Dans la nature, on retrouve l’ensemble des 14 lanthanides ; dans un combustible nucléaire, ayant subi des réactions de fission, les isotopes de derniers lanthanides ne sont pas détectés.

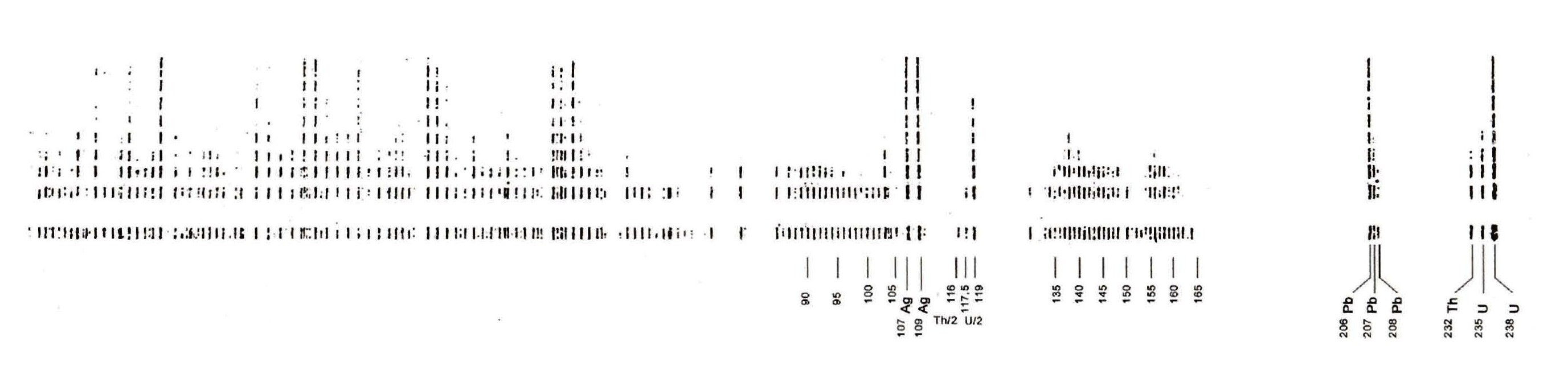
Plaque photo obtenue pour l'échantillon OKLO 311 par analyse par spectrométrie de masse à étincelle et qui révèle l'ensemble des isotopes présents dans l'échantillon.

L'étape suivante est l'analyse isotopique sur un spectromètre de masse à thermo-ionisation (en) de certains éléments après séparation chimique du néodyme et du samarium. Dès les premières analyses du yellowcake d'Oklo M et du minerai « Oklo 311 », il est évident que le néodyme et le samarium possèdent une composition isotopique beaucoup plus proche de celle trouvée dans un combustible irradié que de celle de l’élément naturel. La détection des isotopes 142Nd et 144Sm non produits par fission indique la présence également de ces éléments à l’état naturel dont on peut ainsi retrancher leur contribution,.
Ces résultats ont été transmis à Jean Claude Nimal, neutronicien (CEA Saclay)  qui a estimé le flux de neutrons reçu par l’échantillon analysé à partir de son déficit en 235U. Cela a permis d’estimer la capture neutronique par les isotopes 143Nd et 145Nd conduisant respectivement à la formation supplémentaire de 144Nd et 146Nd. Cet excès doit être retranché pour avoir accès aux rendements de fission de l'uranium 235. On constate (cf.tableau ci-dessous) un accord entre les rendements de fission (M) et les résultats corrigés (C) de la présence de néodyme naturel et des captures neutroniques :
| Nd  | 143  | 144  | 145  | 146  | 148  | 150  |
| C/M | 0,99 | 1,00 | 1,00 | 1,01 | 0,98 | 1,06 |

### Signature isotopique des produits de fission

#### Néodyme

Ce diagramme montre l’abondance isotopique naturelle du néodyme, ainsi que celle du site modifiée par les isotopes du néodyme produits par la fission de 235U.

Le néodyme trouvé à Oklo a une composition isotopique différente de celle du néodyme naturel, celui-ci contient 27 % de 142Nd, celui d' Oklo en contient moins de 6 %. 142Nd n'est pas produit par fission, le minerai contient du néodyme produit par fission et du néodyme naturel, on peut à partir de cette teneur en 142Nd, retrancher le néodyme naturel et avoir accès a la composition isotopique du néodyme produit par la fission du 235U. Les deux isotopes 143Nd et 145Nd conduisent par capture neutronique à la formation de 144Nd et de 146Nd, cet excès doit être corrigé (voir ci-dessus), on obtient alors un parfait accord entre cette composition isotopique corrigée et celle déduite des rendements de fission.

#### Ruthénium

Ce diagramme montre l’abondance isotopique naturelle du ruthénium, ainsi que celle du site modifiée par les isotopes du ruthénium produits par la fission de 235U.

Le ruthénium trouvé à Oklo présente une forte concentration de 99Ru (27-30 %, contre 12,7 % typiquement). Ce surplus peut s’expliquer par la désintégration du 99Tc (produit de fission) en 99Ru.

## Physique et biochimie
Comme écrit précédemment, un tel phénomène de réactions nucléaires, prévu par Paul Kuroda était théoriquement crédible et d'autant plus plausible qu'on remonte dans le passé. Il y a deux milliards d'années, les teneurs de ces gisements en 235U étaient bien plus élevées (3,813 %) qu'aujourd'hui (0,7202 %), suffisamment élevées pour atteindre la criticité et engendrer une réaction en chaîne. Deuxièmement la largeur du gisement d'uranium doit être supérieure à deux tiers de mètre. Cela permet aux neutrons de parcourir une distance suffisante pour être absorbés et poursuivre la réaction nucléaire en chaîne, avant de quitter le gisement d'uranium. Troisièmement, un modérateur de neutrons (tel que l'eau) est nécessaire pour contrôler la réaction nucléaire, mais un modérateur ne contenant pas d'éléments qui absorberaient trop de neutrons.
Cependant, l'uranium étant relativement facilement mobilisable par l'eau, il était fort peu probable que les preuves d'un tel phénomène aient pu subsister au cours des âges géologiques. Plusieurs hypothèses furent envisagées pour expliquer les anomalies isotopiques d'Oklo (légère baisse du taux d'235U dans la plupart des minerais locaux et enrichissement dans quelques cas), mais la découverte de traces de produits de fission accrédita définitivement la thèse d’un réacteur nucléaire spontané. D'après les sondages géologiques et l’étude des échantillons pris in situ, les foyers de réactions étaient les zones les plus riches en minerai à très haute teneur en uranium (mises en place il y a environ 1,95 milliard d'années).
Au moins 500 tonnes d'uranium auraient participé aux réactions nucléaires qui ont dégagé une quantité d'énergie estimée à environ 100 milliards de kWh. L'intégrale du flux neutronique a dépassé en certains points 1,5 × 1021 n/cm2 et, dans certains échantillons, la teneur en 235U a chuté jusqu'à 0,29 % (contre 0,72 % dans l'uranium géologique normal). L’occurrence d'un tel phénomène implique un concours exceptionnel de circonstances, dont l'action de mécanismes de contrôle de ces réactions, qui ne sont pas encore complètement élucidés.
Un réacteur nucléaire naturel est un dépôt d’uranium où les analyses montrent des symptômes de réaction de fission nucléaire en chaîne auto-entretenue. Le phénomène de réacteur naturel est prouvé par les analyses faites au CEA Cadarache. Les conditions dans lesquelles une réaction auto-entretenue naturelle peut survenir avaient été décrites en 1956 par Paul Kuroda, à l'université de l'Arkansas ; les conditions à Oklo sont proches des prévisions théoriques.
L'hypothèse d'une situation homologue au Brésil a été émise, car à l'époque de la constitution du gisement d'Oklo, l'Amérique du Sud et l'Afrique n'étaient pas encore séparées. Le plateau du Colorado a également été cité comme contenant de l'uranium légèrement moins enrichi que la valeur normale. Oklo reste cependant le seul endroit connu de réacteur nucléaire naturel conservé ; seize sites ont été découverts à Oklo et un à Bangombe (en), à une trentaine de kilomètres avec des traces de réactions de fission datant de 1,95 milliard d'années.
La roche hôte des minéralisations du bassin de Franceville est un grès différencié d'origine fluviatile à fluvio-deltaïque où l'uranium est toujours « intimement associé à la matière organique » avec une minéralisation qui a été influencée par des facteurs stratigraphiques, sédimentologiques et tectonique (syn- et post-sédimentation).

### Fonctionnement des réacteurs

Une des modalités de la fission nucléaire de l'uranium 235, induite par la capture d’un neutron.

Un réacteur nucléaire naturel se forme lorsqu'un dépôt de minerai riche en uranium est inondé par de l'eau : l'hydrogène de l'eau agit alors comme modérateur de neutrons, transformant le rayonnement « neutrons rapides  » en « neutrons lents » et augmentant ainsi leur probabilité d'être absorbé par les atomes d'uranium 235 et de donner la fission (augmentation de la réactivité). Cela démarre une réaction en chaîne de fission nucléaire. Au fur et à mesure que la réaction s'intensifie, augmentant la température, l'eau s'évapore et s'échappe, ce qui ralentit la réaction (plus de neutrons rapides et moins de lents), empêchant un emballement du réacteur. Après la baisse de la température, l'eau afflue de nouveau et la réaction ré-augmente, et ainsi de suite.
À Oklo, la réaction s'est maintenue pendant plusieurs centaines de milliers d'années (entre 150 000 et 850 000 ans). La fission de l’uranium produit cinq isotopes du xénon qui, en dépit du caractère volatil de cet élément, ont tous été retrouvés dans les restes des réacteurs, à différents taux de concentration ; ceci suggère que le taux de la réaction était cyclique (voir explication dans le paragraphe Calendrier de fonctionnement des réacteurs d'Oklo).
Ce n'est qu'il y a environ 2,2 milliards d'années que le patient travail de photosynthèse accompli par les premières algues a libéré suffisamment d'oxygène dans l'atmosphère terrestre pour que les eaux de surface et les eaux souterraines deviennent oxydantes. Ce n'est qu'à cette condition que l'uranium dilué dans le granit a pu être lessivé et concentré avant de se minéraliser dans des endroits où l'oxydo-réduction se produirait. Les gisements riches ne peuvent pas être plus anciens. D'autre part, depuis 1,5 milliard d'années, l'abondance de l'235U est tombée en dessous d'un niveau qui rend possible la fission spontanée. Il a fallu de nombreuses études, en géologie, en chimie et en physique des réacteurs, pour réduire la fourchette de temps à la valeur estimée actuelle : les réactions ont dû commencer il y a 1 950 ± 30 millions d'années.
Les gisements étaient situés dans des grès très poreux où la concentration de l'eau souterraine a pu atteindre 40 %, probablement en raison du lessivage partiel de la silice (particules de quartz) par l'eau souterraine chaude, à une époque où, la radioactivité de la Terre étant plus élevée qu'aujourd'hui, le gradient thermique du sous-sol était probablement plus élevé aussi. Pendant le fonctionnement du réacteur, la température de l'eau a augmenté de manière significative, accélérant ce processus de « dé-silicification » et, par différence, augmentant la concentration en uranium, compensant ainsi son appauvrissement par la fission. En effet, la concentration en uranium dans les zones de réaction est extrêmement élevée, parfois supérieure à 50 %, et plus la concentration en uranium est élevée, plus la teneur en 235U est faible. En outre, en perdant sa silice, le grès environnant s'est transformé en argile, empêchant ainsi une migration excessive des eaux souterraines et maintenant l'uranium en place.
Grâce à l'analyse fine du spectre des produits de fission, on sait qu'un certain nombre de fissions se sont produites dans le plutonium, issu de la capture de neutrons par 238U et maintenant entièrement désintégré en 235U puisque sa demi-vie n'est que de 24 000 ans. Ceci a permis aux physiciens de calculer que, variant d'une zone à l'autre, des réactions ont bien eu lieu pendant une grande période de temps, de 150 000 à 850 000 ans.
Les réacteurs étaient contrôlés par plusieurs mécanismes, dont le principal était la température : au fur et à mesure que la puissance de fission était libérée, la température augmentait. Une température plus élevée signifie à la fois une augmentation de l'absorption des neutrons (sans fission) par l'uranium 238 et une diminution de l'efficacité de l'eau comme modérateur : à un niveau de température donné, niveau qui varie avec le temps et l'épuisement progressif de l'uranium fissile, les réactions se stabilisent, comme c'est le cas dans les réacteurs de l'industrie nucléaire.
En combinant les considérations de géologie et de température, on estime aujourd'hui que les réacteurs de la partie nord du gisement ont fonctionné à plusieurs milliers de mètres de profondeur, sous des sédiments deltaïques puis marins. À une telle profondeur, les conditions de pression et de température étaient proches de celles des réacteurs à eau pressurisée d'aujourd'hui (350 à 400 °C, 15 à 25 MPa), tandis que les zones sud fonctionnaient à environ 500 mètres de profondeur, avec des conditions ressemblant plus à celles d'un réacteur à eau bouillante (250 °C, 5 MPa).

#### Calendrier de fonctionnement des réacteurs d'Oklo
Alex Meshik et ses collègues ont étudié la composition isotopique du xénon de la roche d'Oklo, afin de sonder la nature des réacteurs du Gabon. Les chercheurs ont d’abord fait deux découvertes surprenantes. Premièrement, ils ont observé que le xénon n’était pas principalement localisé dans les grains de minéraux riches en uranium comme ils l’avaient prévu, mais plutôt dans les minéraux de phosphate d'aluminium. Deuxièmement, ils ont observé que la distribution isotopique différait de celle des réacteurs nucléaires modernes. Parmi les neuf isotopes stables du xénon, le matériau d'Oklo était épuisé en 136Xe et 134Xe. Meshik et ses collègues ont reconnu qu'aucun des isotopes du xénon n'était produit directement par la fission de l'uranium lui-même, mais qu'ils étaient plutôt formés par la désintégration d'autres produits de fission précurseurs (en particulier l'iode radioactif et le tellure). Ainsi, ils ont reconnu que la formation des différents isotopes du xénon dépendrait de la durée de vie de leurs précurseurs. Cela entraînerait la formation de 136Xe dans la minute suivant le début de la réaction de fission auto-entretenue, la formation de 134Xe après une heure, la formation de 132Xe et 131Xe en quelques jours, et la formation de 129Xe uniquement, après des millions d'années.
Rappel sur la formation des produits de fission : La fission de l'uranium 235 conduit à deux produits de fission, par exemple 97Mo et 137Sn qui présentent un excès de neutrons. De ce fait, les radionucléides sont instables, les neutrons en excès se transforment en un proton et un électron, expulsé du noyau sous forme de rayonnement bêta moins. Avant d'atteindre un état stable, la chaîne de désintégration passe par les étapes 137Sn, 137Sb, 137Te, 137I, 137Xe, 137Cs, 137Ba stable. Avant d'atteindre un état stable, la chaîne de désintégration aura expulsé au total sept électrons. Â l'exception de 137Cs, les périodes radioactives de ces isotopes sont extrêmement courtes (inférieures à quelques minutes, souvent quelques secondes).
Meshik et ses collègues ont estimé que les réacteurs du Gabon fonctionnaient probablement selon une série de cycles « marche/arrêt ». En présence d'eau, les neutrons sont ralentis et une réaction de fission en chaîne peut se produire. Cependant, la chaleur générée par la réaction finirait par faire bouillir l’eau, stoppant ainsi la fission jusqu’au retour des eaux souterraines. Ce cycle explique la distribution des isotopes du xénon : lorsque le réacteur fonctionnait, les gaz 134Xe et 136Xe formés rapidement étaient chassés, mais les précurseurs qui donneraient finalement 132Xe, 131Xe et 129Xe ont été incorporés dans des minéraux de phosphate d'aluminium pendant le refroidissement du réacteur, pendant un cycle d'arrêt. Ceci explique l'absence de 134Xe et 136Xe dans ces minéraux. De plus, cette dépendance à un modérateur d’eau pourrait également expliquer l’absence de xénon dans les grains minéraux riches en uranium : l’eau aurait emporté les isotopes hydrosolubles du tellure et de l’iode qui auraient conduit au xénon.
À partir des ratios 131Xe /134Xe et 132Xe /134Xe du phosphate d'aluminium du site d'Oklo, Meshik et ses collègues ont calculé le calendrier de fonctionnement des réacteurs d'Oklo. Leurs calculs indiquaient une période de fission « allumée » de trente minutes (avec ébullition concomitante du modérateur d'eau) suivie d'une période de refroidissement « éteinte » de deux heures et trente minutes avant que l'eau ne revienne et que le réacteur redevienne autonome.
L'eau souterraine qui imprègne le dépôt agit comme un modérateur, permettant à la fission de l'235U de commencer. La désintégration de certains produits de fission radioactifs a rapidement donné naissance aux 134Xe et 136Xe, mais ces atomes de gaz ont eu tendance à être chassés par la chaleur croissante du réacteur. Les précurseurs du xénon, l'131I (t1/2 = 8,02 j) et 132I ((t1/2 = 20,8 h), qui ont une durée de vie plus longue, sont entrés en solution et ont été emportés aussi rapidement qu'ils avaient été créés.
Environ trente minutes après le début de la fission nucléaire, la température a atteint le point où la plupart des eaux souterraines ont bouilli, privant le réacteur de son modérateur et interrompant la fission. Certains atomes d'iode 131Iet 132I créés au cours de la demi-heure précédente ont été retenus dans l'eau souterraine résiduelle entre les grains minéraux d'uranium. En l'absence de réactions de fission pour les soutenir, ils sont sortis de la solution.
Quelques heures plus tard, la température a baissé suffisamment pour permettre aux eaux souterraines de revenir. Les substances dissoutes dans les eaux souterraines chaudes sont sorties de la solution, formant des minéraux de phosphate d'aluminium qui ont incorporé l'131I et l’132I. Ces minéraux ont également absorbé l'129I (t1/2 = 16,14 1016 a) plusieurs millions d'années plus tard. En présence d'un modérateur, la fission a repris.
On estime que ces réacteurs naturels ont consommé environ six tonnes d’ 235U, et fonctionné à une puissance de l'ordre de 100 kW, produisant des zones portées à des températures de plusieurs centaines de degrés Celsius. Les produits de fission non volatils n'ont bougé que de quelques centimètres en deux milliards d’années, ce qui donne un cas d'école de la migration des isotopes radioactifs dans la croûte terrestre, avec des applications dans le stockage des déchets radioactifs en couche géologique profonde pour l'industrie nucléaire.

## Applications industrielles
Le stockage de déchets radioactifs en profondeur consiste à conditionner des déchets radioactifs dans des conteneurs scellés et à les déposer dans des chambres excavées dans des couches géologiquement stables, à 500 ou 1 000 mètres de profondeur.
Pendant leur fonctionnement, les réacteurs naturels ont produit 5,4 tonnes de produits de fission, 1,5 tonne de plutonium et d'autres éléments transuraniens. Tous ces éléments sont restés confinés jusqu'à leur découverte, en dépit du fait que l'eau coule dedans et qu'ils ne se présentent pas sous des formes chimiquement inertes.
Le site d'Oklo illustrerait donc la capacité des couches géologiques locales à isoler les matières radioactives. Ainsi, selon une thèse de doctorat de l'université d'Orsay :
« Des observations minéralogiques, des analyses chimiques et des analyses isotopiques sur roche totale nous ont permis de conclure qu'une partie des radioéléments et de leurs descendants est restée concentrée dans les zones de réaction, associée à des phases minérales secondaires, tandis qu'une autre fraction a migré vers la bordure du réacteur. Suivant l'intensité des réactions nucléaires et la présence ou non du faciès argile de pile, qui constitue souvent un faciès intermédiaire entre le cœur du réacteur et le grès encaissant, les radioéléments sont restés concentrés à la bordure du réacteur ou ont migré dans les premiers mètres de grès encaissant massif. […] Les principaux enseignements de ce travail pour le stockage de déchets nucléaires de haute activité concernent la stabilité à long terme des oxydes d'uranium dans un environnement géologique réducteur et la capacité de rétention des phases minérales secondaires et de la barrière argileuse vis-à-vis de plusieurs radioéléments. Nos résultats indiquent également que les interfaces entre les différentes barrières artificielles d'un site de stockage peuvent limiter la migration des radioéléments en champ proche. Par ailleurs, cette étude confirme que des transferts de radioéléments peuvent s'effectuer par l'intermédiaire de fissures. »

Cet exemple de confinement naturel a été cité comme argument en faveur des stockages souterrains et des recherches ont été poursuivies en lien avec les projets de stockage souterrain de déchets radioactifs ; le gouvernement des États-Unis cite et extrapole les observations faites à Oklo, dans son enquête sur la possibilité d’ouvrir un site de stockage à Yucca Mountain :

« Lorsque ces réactions nucléaires en chaîne naturelles souterraines se sont arrêtées, la nature a montré qu’elle était capable de confiner efficacement les déchets produits par les réactions. Nulle réaction en chaîne ne va jamais avoir lieu dans un site de stockage de déchets radioactifs. Mais si un site de stockage devait être construit dans les Yucca Mountains, les scientifiques compteraient sur la géologie de l’endroit pour contenir les radionucléides générés par ces déchets avec la même efficacité. »

Il constitue un exemple unique de comportement, à long terme, de certains produits issus des réactions nucléaires dans un milieu naturel et apporte des renseignements particuliers sur les propriétés de l'argile en matière de confinement. Dans ce cas, c'est la présence de matière organique associée à des minéraux FeII/FeIII (fer II et fer III) dans une « zone tampon redox » autour du réacteur naturel qui permet d’expliquer la préservation de l’uraninite au sein de la zone de réaction et la faible migration de l’uranium au cours des temps géologiques.

## Biologie
C'est aussi à 30 km de là qu'on trouve les plus anciennes traces d'organismes pluricellulaires connues à ce jour (2020), datées de la même époque, le groupe fossile de Franceville : le CNRS annonce en 2010 la découverte à Franceville des traces de vie pluricellulaire organisée. En juin 2014, il confirme cette découverte par de nouveaux fossiles macroscopiques d'une taille allant jusqu'à 17 cm et confirme l'âge de 2,1 milliards d'années.
Cette date est approximativement la même que celle à laquelle le réacteur était en activité. Ces deux phénomènes sont indépendants, mais une conséquence de leur proximité géographique est que la datation des couches contenant les fossiles a été très vite acceptée, la zone étant très bien connue des géologues français.
Une telle découverte bouleverse l'état des connaissances actuelles, qui considérait jusque-là que les plus anciens fossiles macroscopiques d'animaux dataient de 565 à 550 millions d'années (faune de l'Édiacarien).